# 法美同盟
法美同盟（英語：Franco-American alliance），指的是代表法國的路易十六與北美十三州於1778年結成的同盟，法國在美國獨立戰爭中扮演決定性的角色。

## 背景
法國深深地被英國在七年戰爭中的強勢表現所震驚，害怕英國就此擁有海上霸權。從1763年開始，法國和盟邦西班牙都開始重建海軍，以期在未來的戰爭中聯手打敗英國，甚至是入侵之。由於英國在美洲的殖民地從1760年代開始，麻煩日益增多，甚至於1775年爆發了嚴重的反抗以致釀成美國獨立戰爭，於是法國便期待美國能加入反英同盟。
1775年9月，大陸會議認為外國的協助是"毫無疑問可實現的"，便開始尋求歐洲列強的支援與協助以對抗英國。法國領導階層欲尋求「讓英格蘭蒙羞」，故開始秘密援助給反抗軍。美國獨立宣言被一些人主張為必要的，用於確保歐陸各國能一致對抗英國。西拉斯·迪恩（一位在巴黎的大使），提出一個反英聯盟，並認為法國應入侵漢諾威及葡萄牙（皆是英國的盟國）。

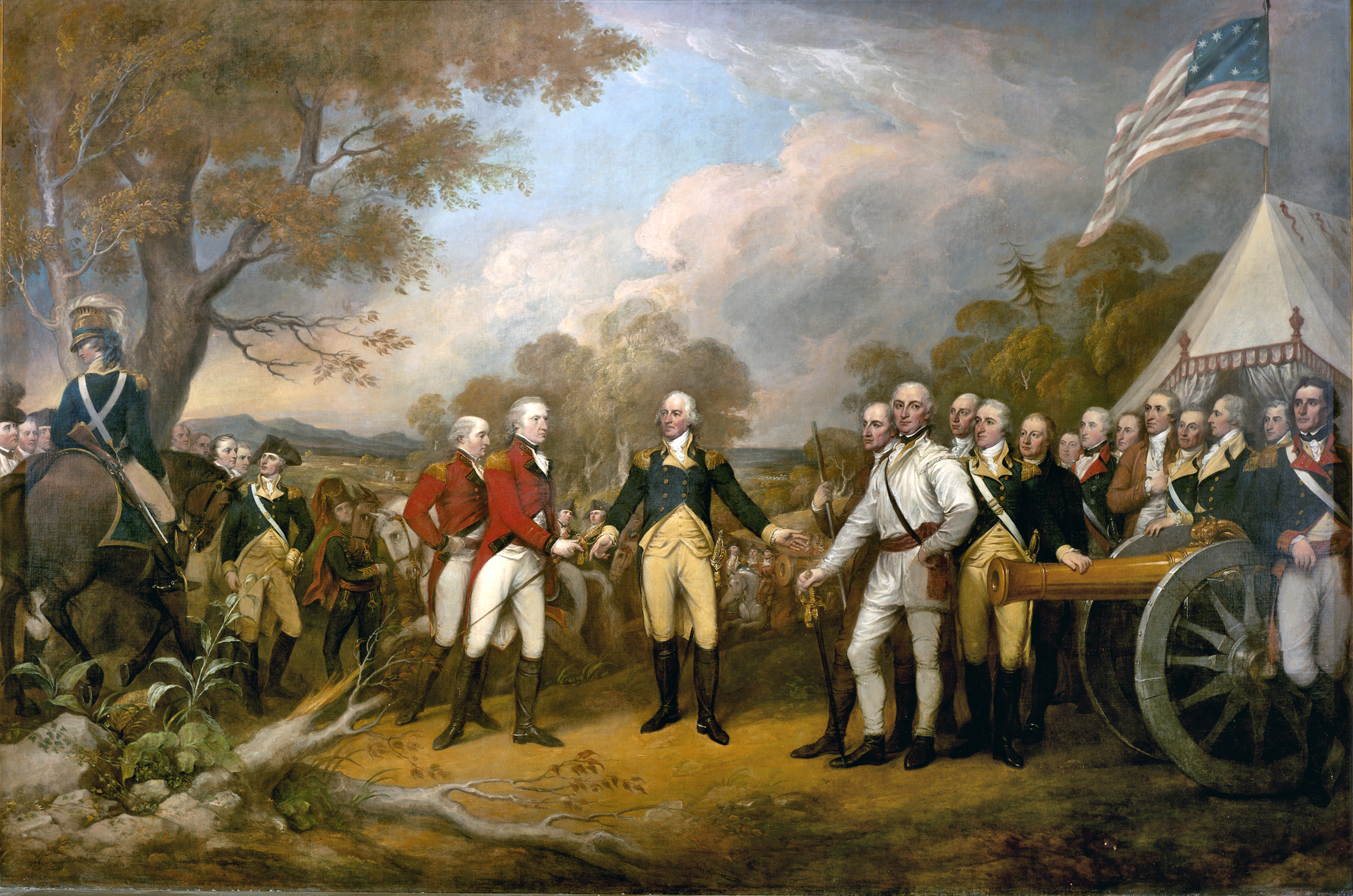
「在薩拉托加的投降」顯示出丹尼爾·摩根將軍站在法國瓦利埃24加農砲4磅砲的前方。

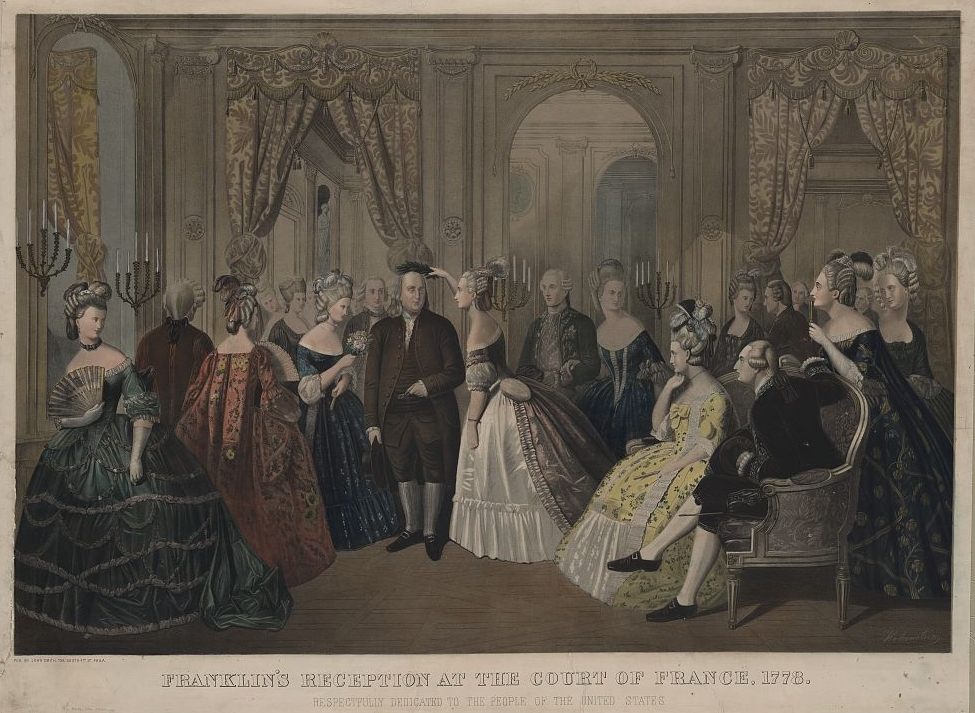
1778年，位於法國政府的班傑明·富蘭克林接待會。

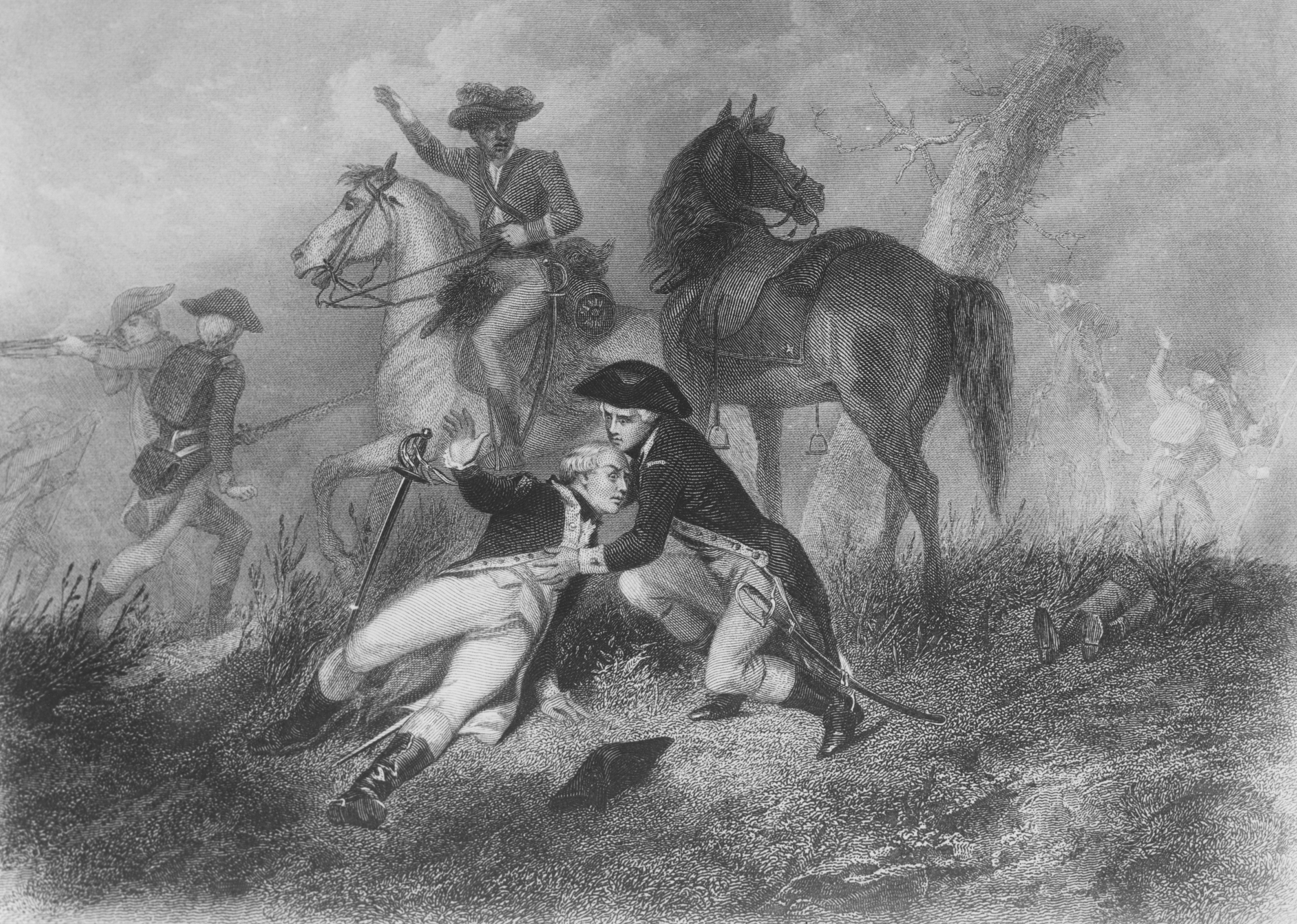
1777年9月，拉法葉於白蘭地酒戰役中負傷。

在美國的同盟提倡者則是親法的湯瑪斯·傑佛遜。根據1776年的模範條約，傑佛遜促使法國成為美國的經濟以及軍事夥伴，用以減緩英國的影響力。
1776年，拉图什·特雷维尔開始將法國軍火轉運至美國。法國軍火的支援（像是瓦利埃加農砲系列，尤其是小型的瓦利埃4磅砲）被大量的使用在美國獨立戰爭的各個戰場。這些火砲從法國經由船運抵達美洲大陸，再由馬車運輸到各地。這些火砲在各個戰鬥中（像是薩拉托加戰役、約克鎮圍城戰等等）均扮演了重要的角色。1777年5月2日，喬治·華盛頓寫了一封有關補給和火砲的信給希斯將軍：
「我喜歡你今早在樸茨茅斯及波士頓遲來的友好貨物。那些內含火炮以及其他軍事物資的法國戰艦非常有價值。我的目的是希望那些不屬東方州區直接需要的武器，可以轉移到比樸茨茅斯更安全的地方，如春田市...我應該也寫信給議會並要求他們立刻將火砲及其他軍事資源從樸茨茅斯撤離。我也將派你護送晚點抵達馬丁尼可(Martinico)的25箱武器去春田市。」——喬治·華盛頓於1777年5月2日寫給希斯將軍的信
1777年6月13日，拉法葉侯爵抵達美國並加入華盛頓的大陸軍，成為其中的少將。隨後他參與了白蘭地酒戰役並在戰鬥中負傷，之後也參與羅德島戰役。基於美方的要求，拉法葉在戰事進行中返回法國，以利獲得更多支持。

## 同盟條約
在班傑明·富蘭克林的協調下，同盟正式開始談判，並在「法美友好條約」的基礎上，於1778年2月6日簽訂了條約（美軍於薩拉托加戰役勝利後）。這份條約讓法國的陸軍、海軍及財政部可以公開地支援美國，並認為美國有義務保證“從現在開始到以後，對抗其他所有的列強(中略)以維護現今法國王室在美洲的領土」，以交換法國不再美洲繼續擴張領土。

## 行動

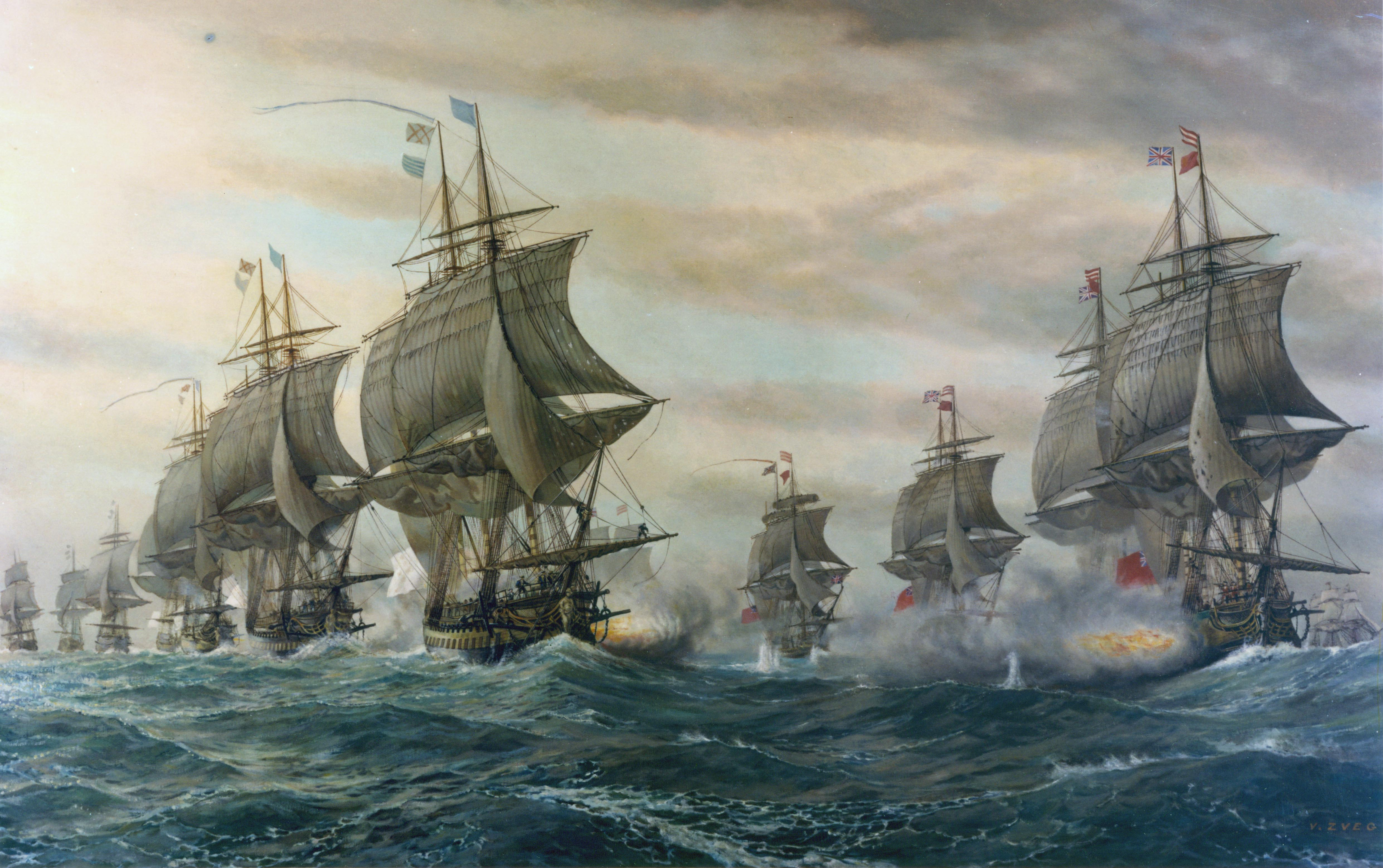
1781年切薩皮克灣海戰中，法國海軍的戰列艦。

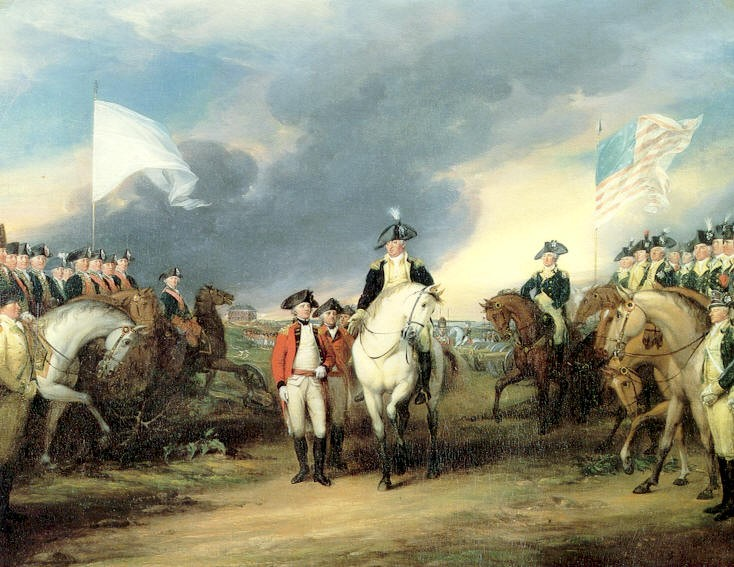
1781年，康沃利斯於約克鎮圍城戰役後向法軍（左）以及美軍（右）投降。

美軍和法軍的聯軍幾乎確保了對英戰爭的勝利。法國藉由羅尚博、拉法葉、格拉斯及蘇弗朗等人對英軍的阻撓，成功地援助了美國獨立戰爭中的美軍，並持續承認美國的獨立。

### 歐洲戰場
在歐洲海域發生的海戰始於1778年7月的烏仙特戰役，之後還以1779年的海軍嘗試入侵英國。

### 第一次美國戰場
1778年夏天，法國海軍上將埃斯坦帶著一個擁有12艘戰列艦和14艘巡防艦抵達，同時還包含了陸軍的增援部隊。在拒絕攻擊位於紐約外圍的理查德·何奧麾下差勁的英軍之後，法國艦隊航行至羅德島州以便參加攻擊新港的行動。
1779年7月6日，埃斯坦因成功地在格瑞那達海戰中擊敗拜倫海軍上將，但卻在1779年9月的薩凡納圍攻戰中敗陣，隨後返回法國。行動持續到1780年4月的馬提尼克海戰（吉尚v.s.羅德尼男爵）。

### 第二次美國戰場

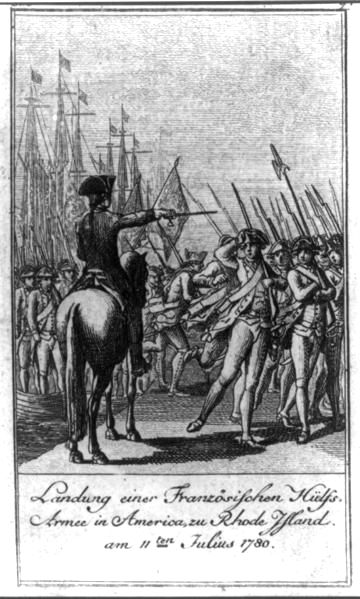
1780年7月11日，法國援軍在羅尚博伯爵的率領下登陸新港。

1780年7月10日，羅尚博和六千名法軍乘著艦隊抵達紐波特，並以特別遠征軍的名義加入華盛頓的大陸軍團。俄亥俄河谷方面，法美聯軍還加入了印度軍，並在奧古斯丁·德拉巴爾姆的帶領下參加了1780年的凯基翁加戰役。
法國海軍在戰爭中扮演了重要的牽制角色，讓美軍能夠與英國海軍抗衡。1781年的切薩皮克灣海戰中，德·葛拉瑟帶領的法軍擊敗了英國艦隊，讓正在圍攻約克鎮的法美陸上聯軍獲得最終的勝利，結束美國獨立戰爭中最後一場大型戰役。英軍隨後在約克鎮向美軍與法軍投降。
法國仍在1782年的安地列斯群島戰爭中持續地與英國交戰。

## 印度戰場

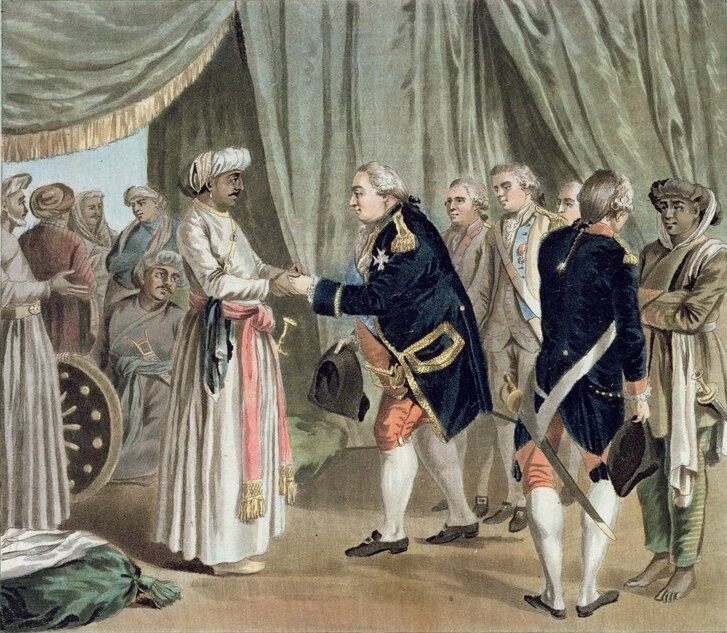
1783年，敘弗朗和他的印度盟友海德尔·阿里。

法國為了進一步擴大對英戰爭，甚至還進攻了英國在印度的領地。1782年，路易十六與馬拉塔帝國佩什瓦馬德哈瓦羅二世秘密結成同盟。敘弗朗在1782年至1783年間的第二次英邁戰爭中，和海德尔·阿里並肩作戰對抗英國在印度的統治。敘弗朗還在印度和錫蘭的海岸各處攻擊英國艦隊。
1782年2月到1783年6月間，敘弗朗不斷與英國海軍的愛德華·休斯上將發生衝突，並與邁索爾王國的統治者結成同盟。敘弗朗發動了以下的戰役：薩德拉斯戰役 （1782年2月17日）、普羅維迪恩海戰（1782年4月12日）、內加帕塔姆戰役（1782年7月6日），最終逼使英軍一部投降並攻佔了亭可馬里的停泊處。一支為數三千人的法軍聯合西德·阿里攻佔了古達羅爾。最後雙方於9月3日在港附近爆發了亭可馬里戰役。這一系列的戰役可視為，在美國獨立戰爭中英法兩國交手的最後一系列戰役，並於1783年簽訂合約後停戰。

## 後續發展

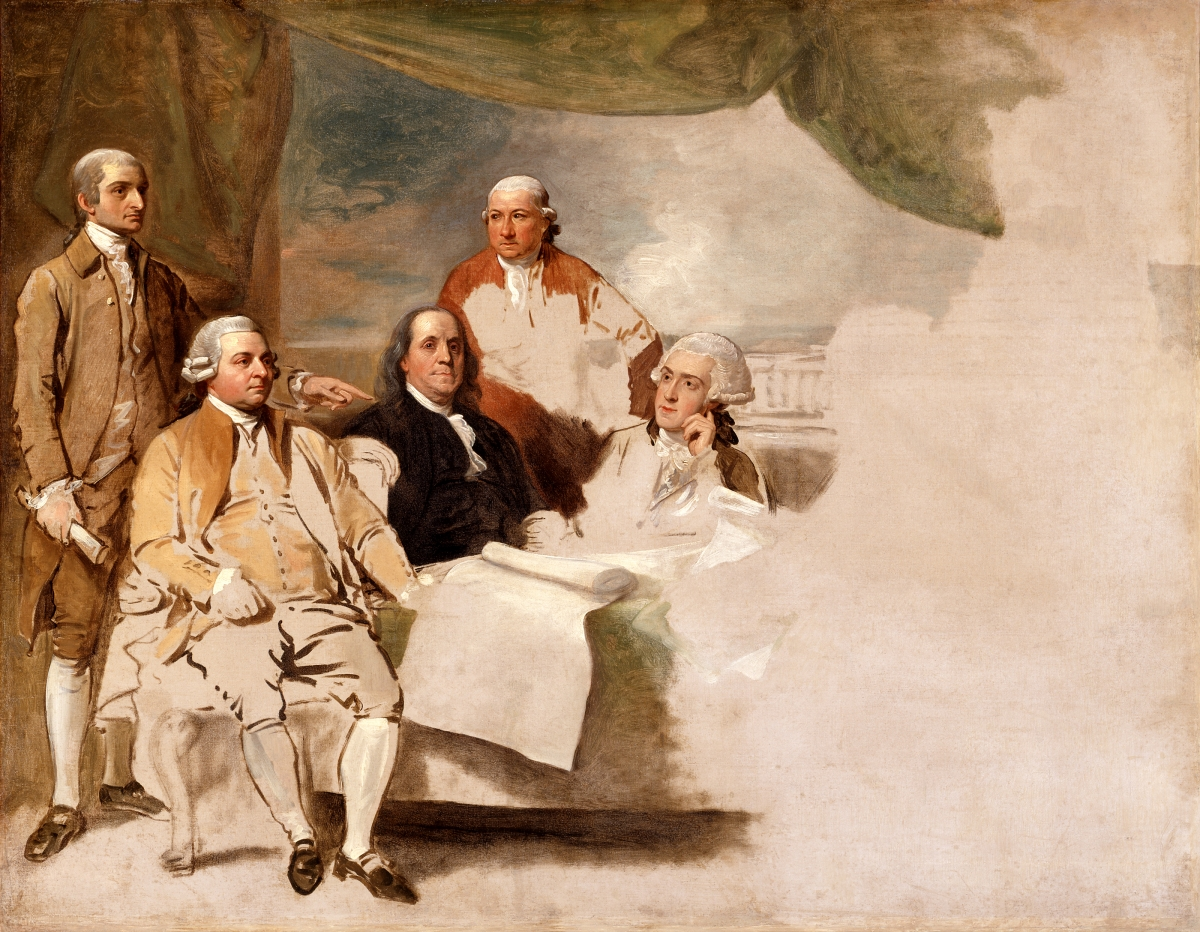
本杰明·韦斯特描繪巴黎條約的各國代表團。由於英國代表團拒絕一同擺姿勢，從而讓此畫作無法完成。

最後，雙方於1783年9月3日簽訂巴黎和約，以承認美國的獨立與結束相互敵對狀態告終。
1778年的同盟條約保障了法國在美洲的領土，但美國很快就在1793年背棄了盟約，當時法國正在加勒比海與英國交戰。美國當時所能做的只能維持中立，但是他們的中立對法國來說相當的負面，不僅禁止他們在美國港口私自武裝部隊，還禁止他們將戰利品安置於美國。這樣不情願的舉動等同於結束了雙方的同盟關係。

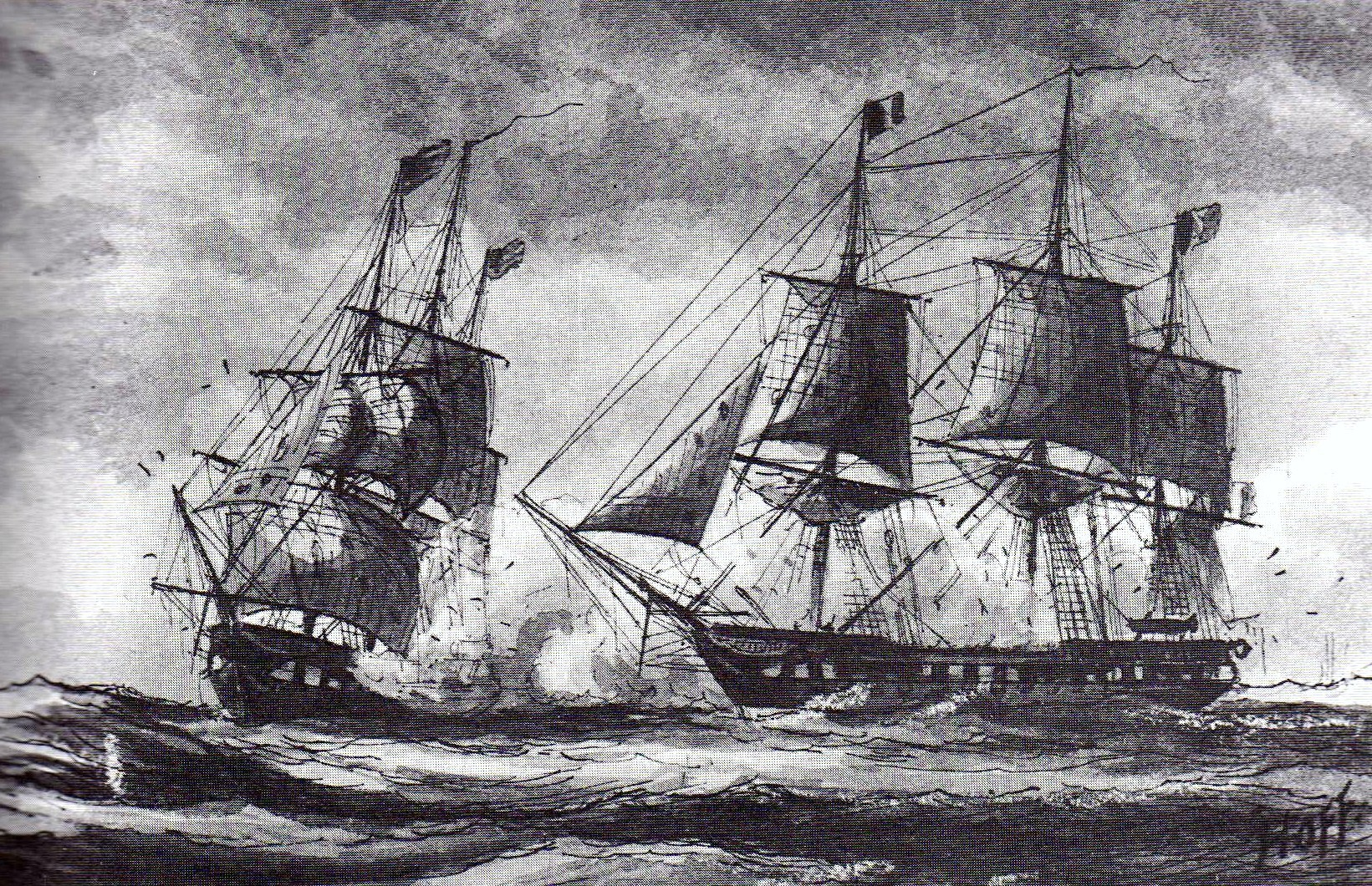
美法準戰爭期間的海戰，美國星座號戰艦 (1797年)與法國叛亂號戰艦於1799年2月9日的交火。

自從英美於1794年簽訂了貿易條約後，法國便開始襲擊美國的船艦，截至1796年為止，他們總共俘虜了316艘船隻。不抱任何希望的皮埃尔·阿代大臣在1796年解釋道：「傑佛遜 (...) 是個美國人，而以此身分來說他不可能真誠地成為我們的朋友。一個美國人生來就是所有歐洲人民的敵人」，到了1798年的XYZ事件更是嚴重傷害了法美關係。
這些事件最終導致了法美準戰爭(1798年至1800年)的發生，兩大列強在海生發生了真正的衝突，包括1799年2月9日在尼维斯外海衝突（美：星座號戰艦，法：叛亂號戰艦），以及1800年2月在瓜德罗普外海的衝突（美：星座號戰艦，法：復仇號戰艦）。隨後雙方簽訂了協議，美國以每年支付兩千萬元作為補償，以換取法國放棄1778年條約的要求。
英國仍然持續干擾美國的貿易與航運，自1807年的樞密院飭令要求英國的盟友及其他任何中立國（指的就是美國），必須對法國實施貿易禁運。美國因此抗議這項飭令違反國際法，而這項飭令最終也讓兩國間的敵意升高為1812年戰爭。

## 同盟時的法軍指揮官

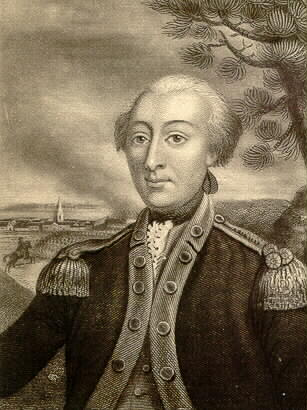
拉法葉
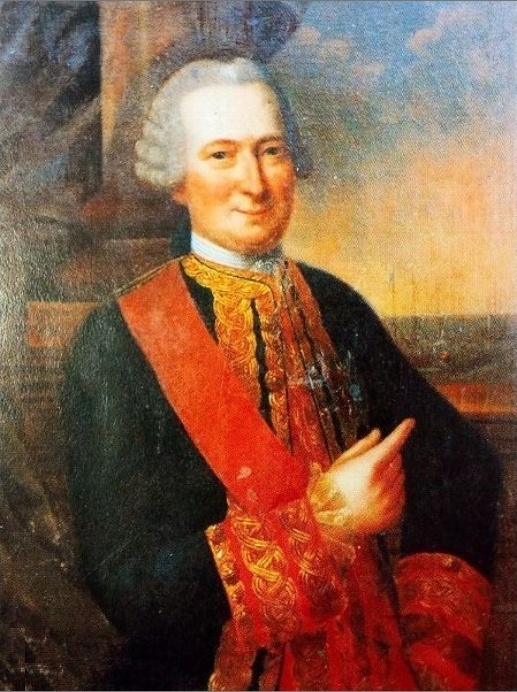
奥维利耶伯爵路易·吉尤埃
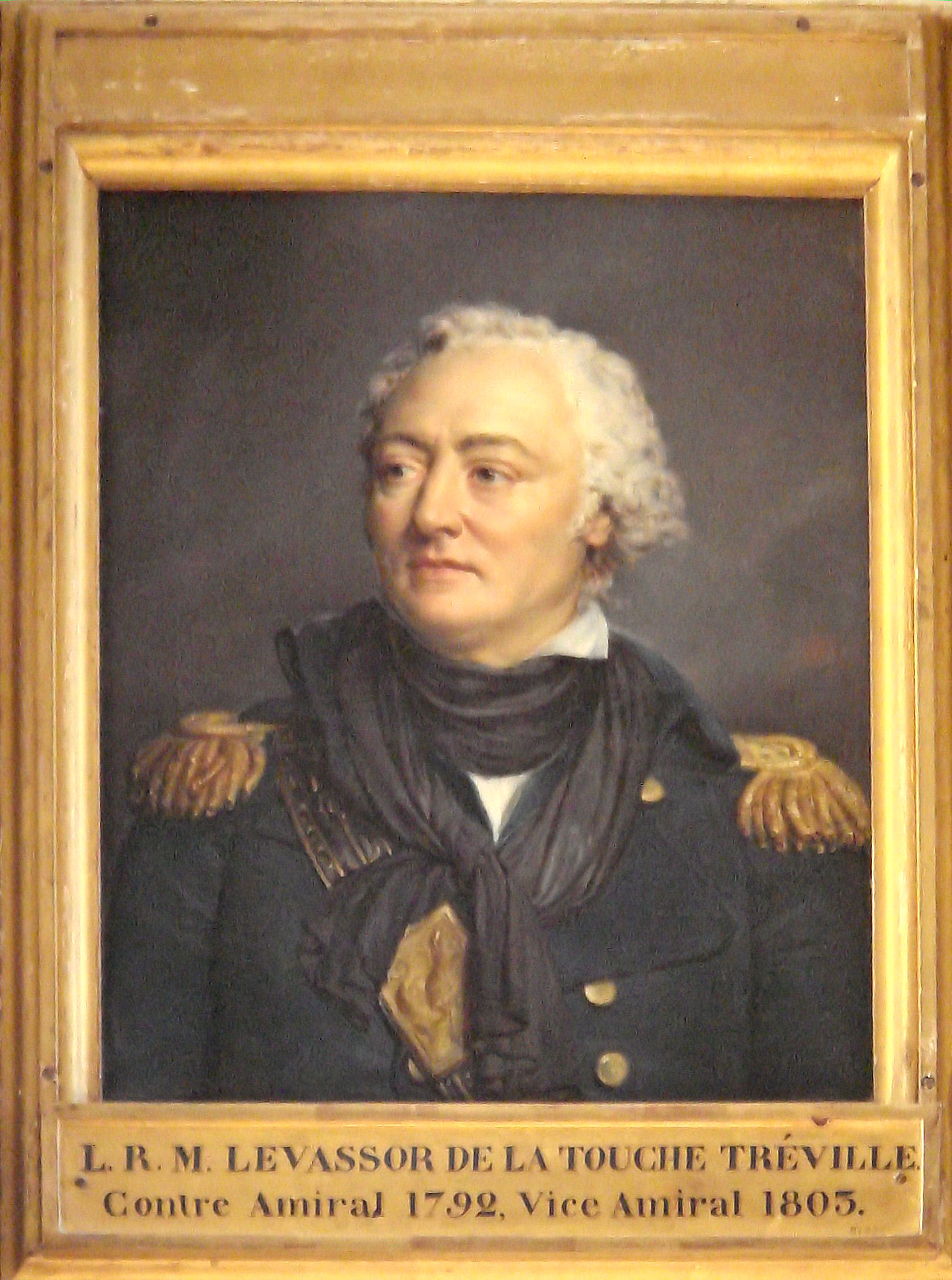
路易-勒内·勒瓦索尔·德拉图什·特雷维尔
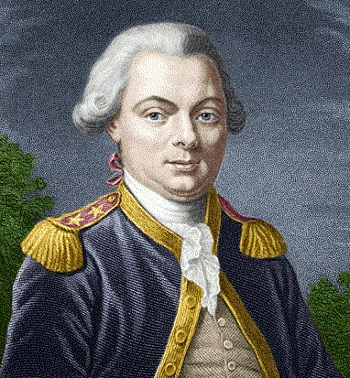
拉彼魯茲
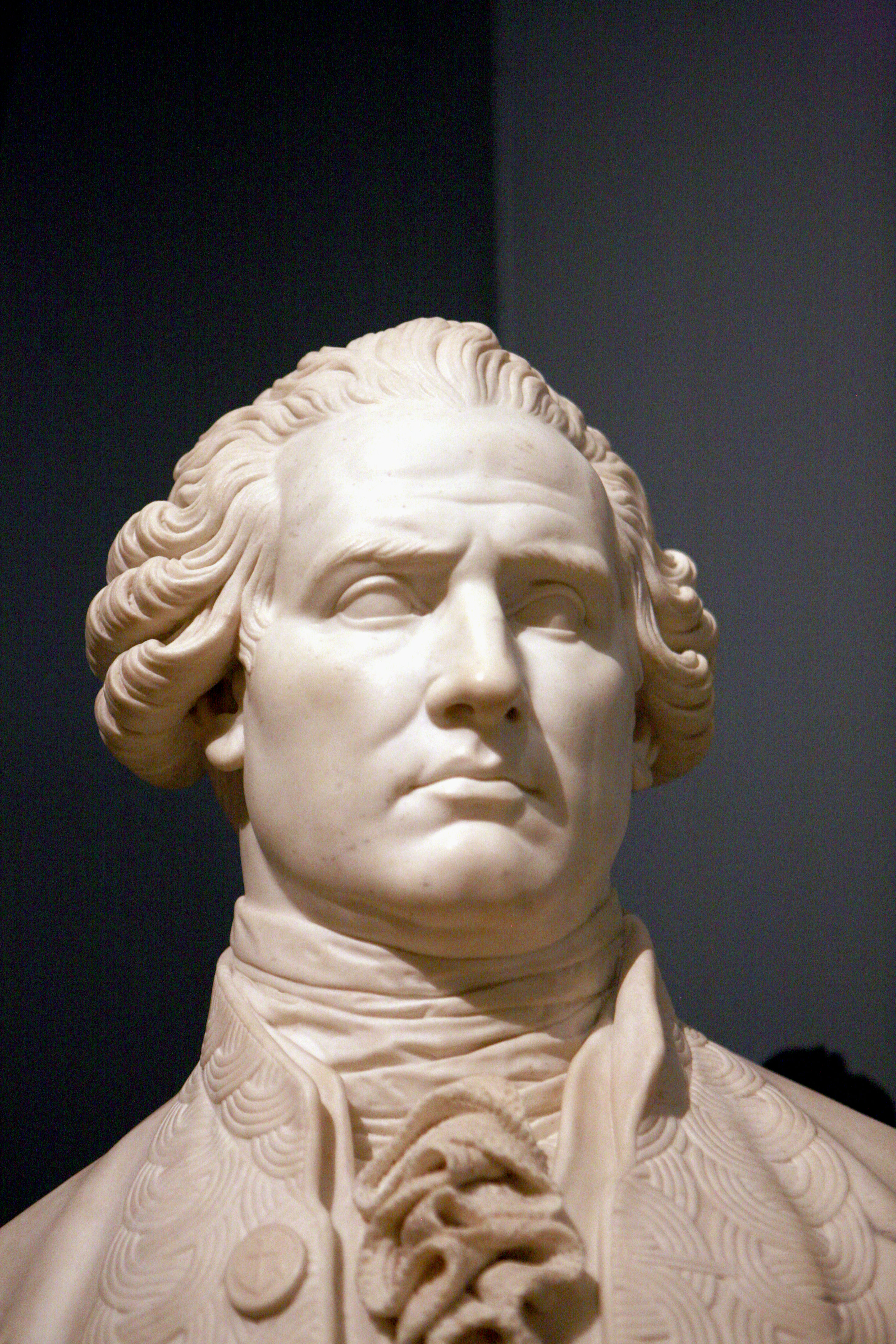
图桑-纪尧姆·皮凯·德拉莫特
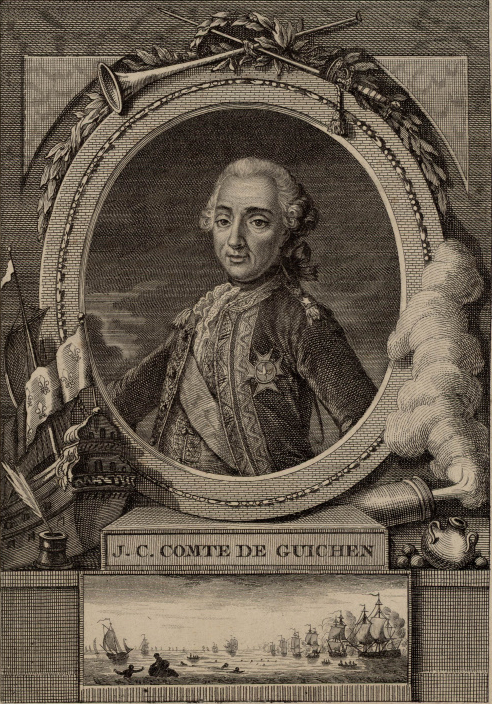
吉尚伯爵吕克·于尔班·德·布埃克西克
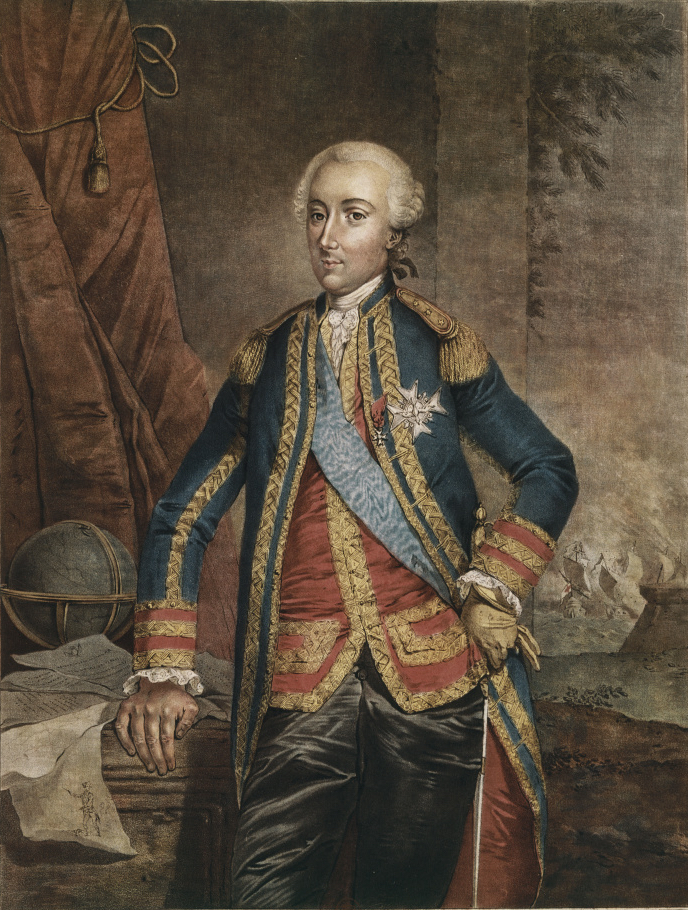
埃斯坦伯爵夏尔·埃克托尔
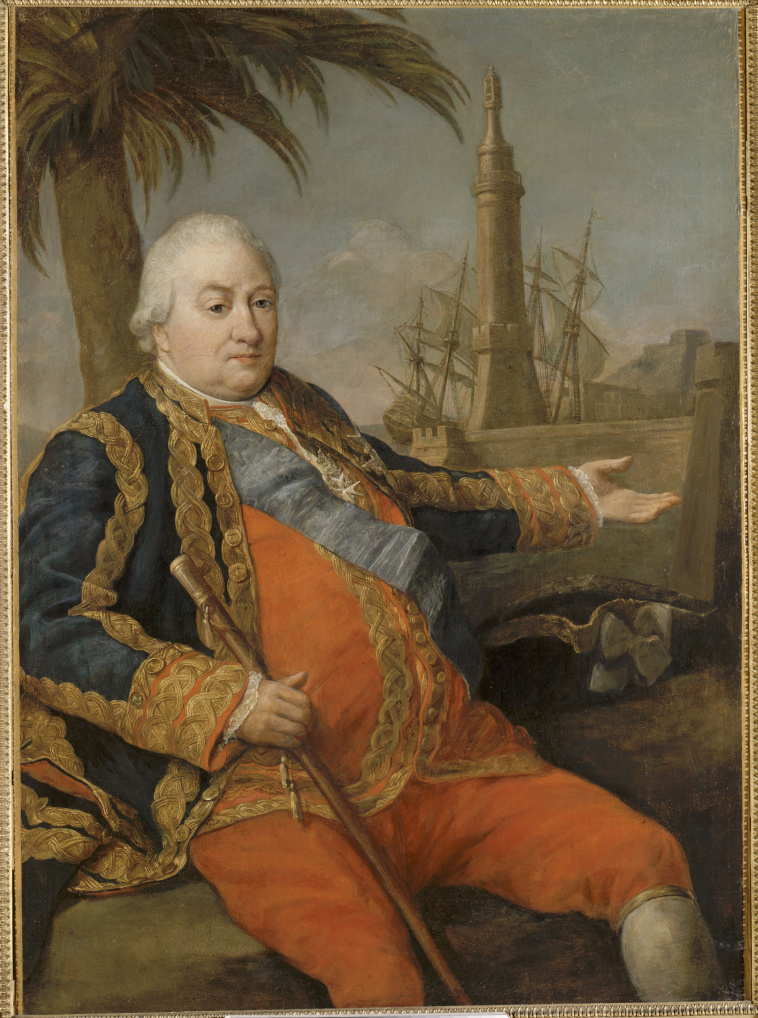
敘弗朗
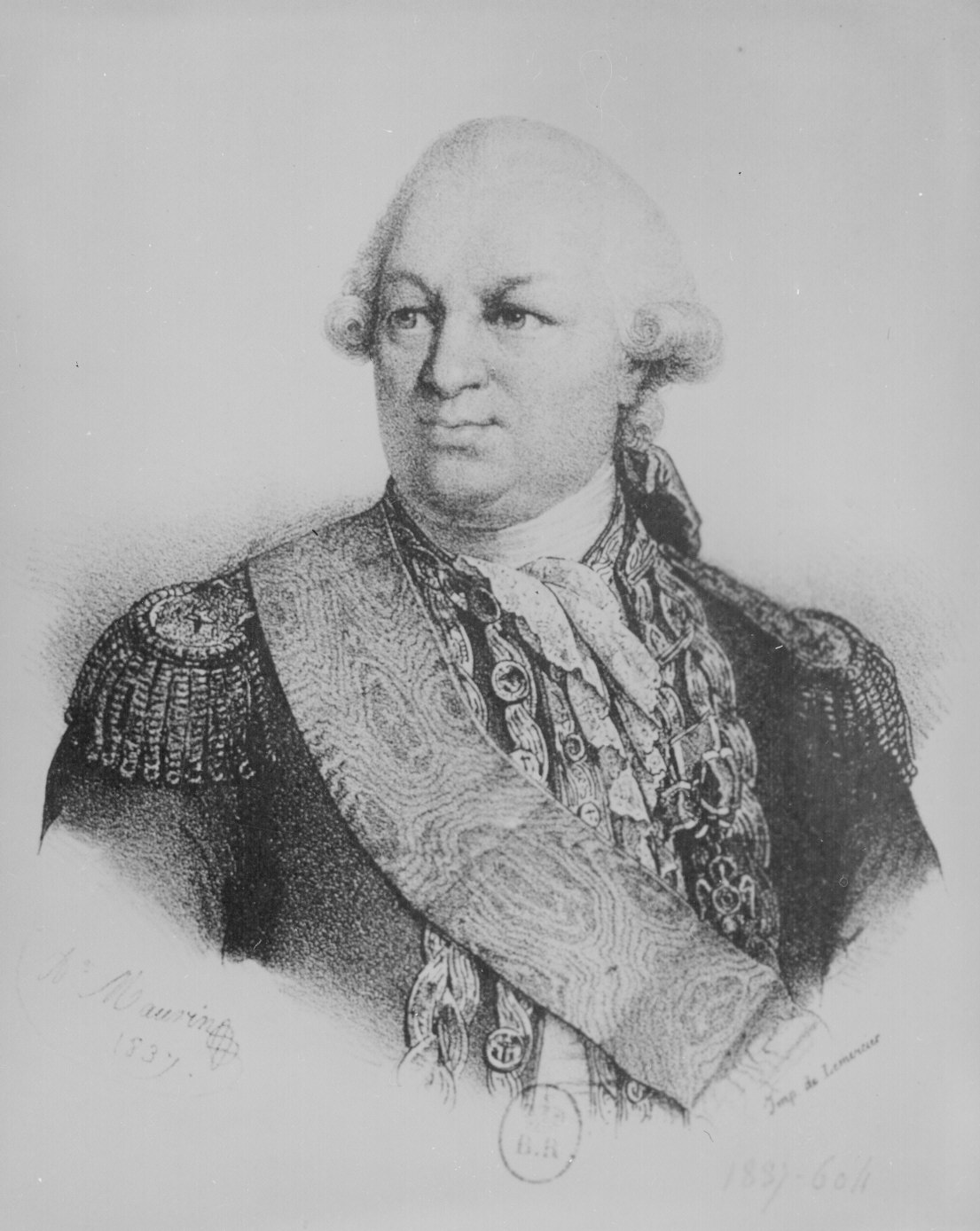
格拉斯
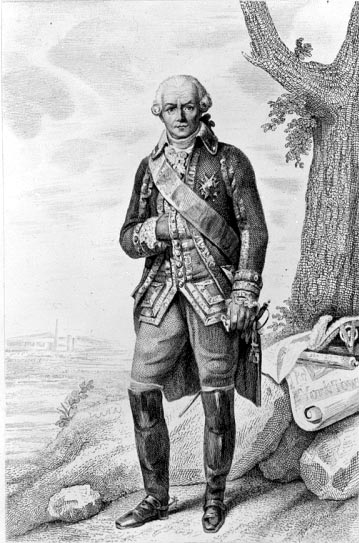
羅尚博